# Himiko
Himiko (卑弥呼,175-248 d.Hr.) a fost o bătrână preoteasă șintoistă din tribul Yamato care în anul 167 d.Hr. a ajuns la conducerea Japoniei. Ea a ajuns să controleze țara folosindu-și influența religioasă pentru a uni 30 de triburi rivale sub autoritatea sa. Himiko a trimis demnitari în China, de atunci făcându-se simțită în Japonia influența culturii chineze, mai întâi prin scriere și prin arhitectură, iar mai târziu prin budism.
Povestea acesteia a fost ecranizata in filmul „Tomb Raider⁠(en)[traduceți]” (2018).